# Quararibea glandifera
Quararibea glandifera là một loài thực vật có hoa trong họ Cẩm quỳ. Loài này được (Planch. & Triana) Vischer miêu tả khoa học đầu tiên năm 1919.